# S. Cofré
| 1973 Colocolo       | 18 luglio 1968 |
| 1974 Caupolican     | 18 luglio 1968 |
| 1992 Galvarino      | 18 luglio 1968 |
| 2028 Janequeo       | 18 luglio 1968 |
| 2654 Ristenpart     | 18 luglio 1968 |
| 4878 Gilhutton      | 18 luglio 1968 |
| 5659 Vergara        | 18 luglio 1968 |
| (8605) 1968 OH      | 18 luglio 1968 |
| (17350) 1968 OJ     | 18 luglio 1968 |
| (27655) 1968 OK     | 18 luglio 1968 |
| 43722 Carloseduardo | 18 luglio 1968 |

S. Cofré (...) è un'astronoma cilena.
Il Minor Planet Center le accredita le scoperte di undici asteroidi, effettuate tutte il 18 luglio 1968 all'Osservatorio di Cerro El Roble in collaborazione con Carlos Torres.